# Achim Hütten

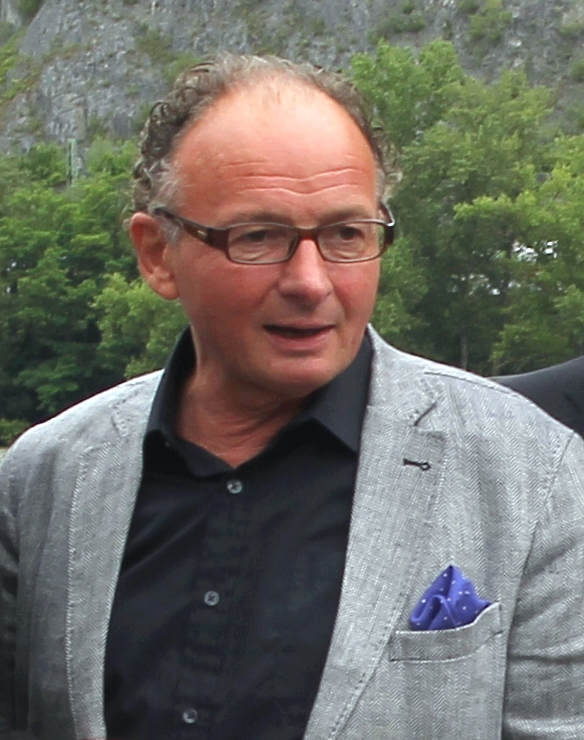
Achim Hütten, 2016

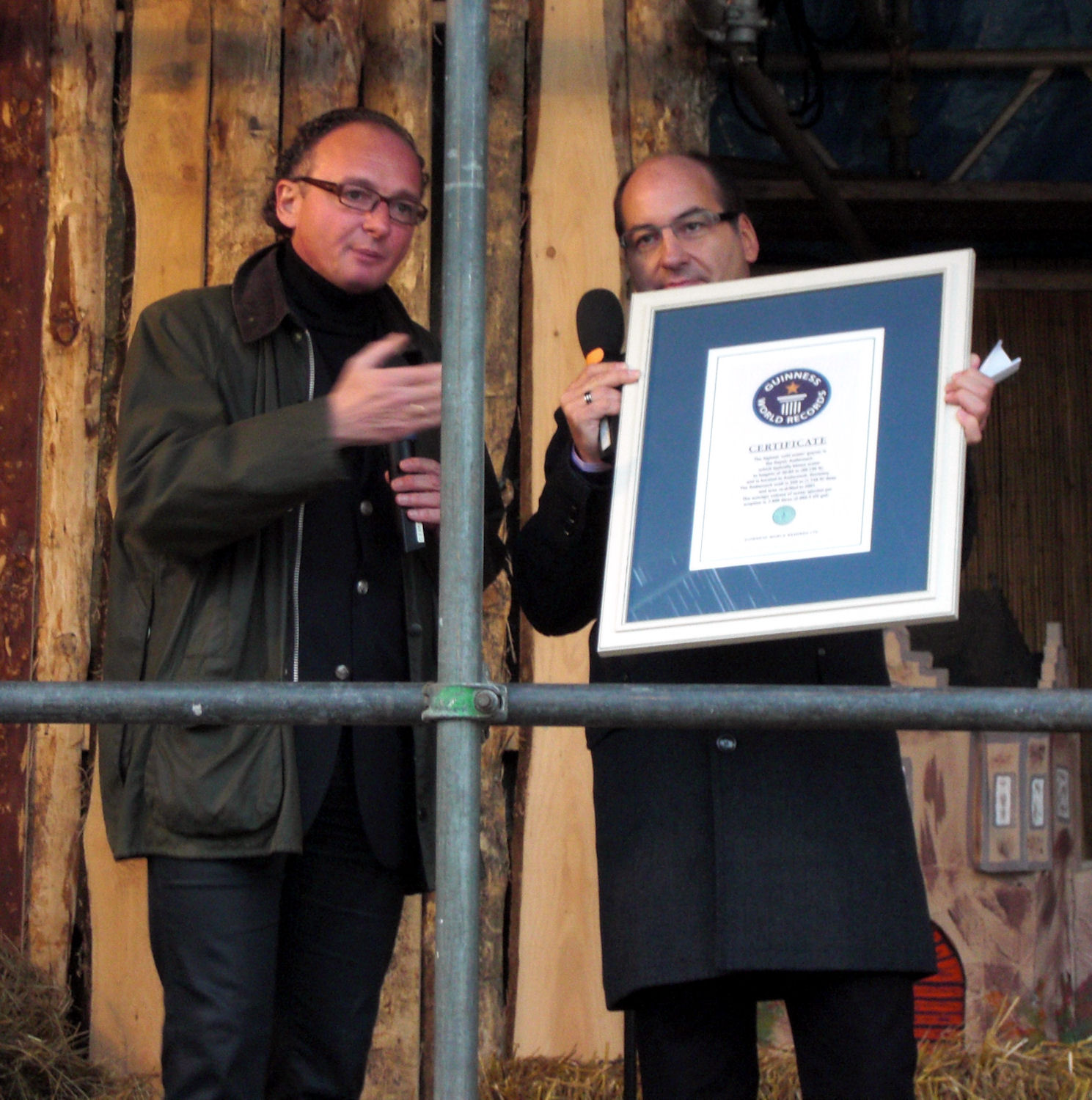
OB Achim Hütten (links) mit der Urkunde zum Eintrag des Geysirs Andernach als weltweit höchster Kaltwassergeysir ins Guinness-Buch der Rekorde

Achim Hütten (* 9. Mai 1957 in Andernach) ist ein deutscher Politiker (SPD). Von 1994 bis 2023 war er Oberbürgermeister der Stadt Andernach.

## Leben und Beruf
Nach dem Abitur am Kurfürst-Salentin-Gymnasium Andernach im Jahr 1977 folgte ein Studium der politischen Wissenschaften, der Soziologie und der Verfassungs-, Wirtschafts- und Sozialgeschichte an der Rheinischen Friedrich-Wilhelms-Universität zu Bonn, das Hütten 1984 mit dem Erreichen des Magister Artium abschloss. Ab 1985 war er Büroleiter der DKV Deutsche Krankenversicherung in Köln.
Achim Hütten ist Ehrenvorsitzender der Hochwassernotgemeinschaft Rhein e. V., eines Zusammenschlusses von Gemeinden, Städten und Bürgerinitiativen von Mainz bis Duisburg.
Achim Hütten ist verheiratet, hat eine Tochter und lebt in Andernach.

## Politischer Werdegang
Achim Hütten trat im Jahr 1973 in die SPD ein. Seit 1984 ist er Mitglied des Rates der Stadt Andernach und seit 1989 gehört er dem Kreistag des Landkreises Mayen-Koblenz an, davon viele Jahre als Vorsitzender der dortigen SPD-Fraktion.
In den Jahren 1990 bis 1993 war er Mitglied des rheinland-pfälzischen Landtags. Während dieser Zeit war Achim Hütten innenpolitischer und kommunalpolitischer Sprecher der SPD-Landtagsfraktion sowie Geschäftsführer der Sozialdemokratischen Gemeinschaft für Kommunalpolitik. Nach seinem Ausscheiden aus dem Landtag rückte Helmut Bäuerle nach.
Hütten wurde 1993 Bürgermeister der Stadt Andernach und 1994 ihr erster direkt gewählter Oberbürgermeister. Dreimal wurde er in seinem Amt bestätigt, zum ersten Mal 2002. Am 22. November 2009 erfolgte die Wiederwahl zur dritten Amtsperiode ohne Gegenkandidat mit 90 %. Am 19. November 2017 gewann er die Wahl zur vierten Amtsperiode und setzte sich dabei mit 78,2 % gegen den parteilosen Franz Haas durch. Im Mai 2022 kündigte Hütten an, sein Amt bereits 2023, also zwei Jahre vor dem regulären Ende der Wahlperiode, niederzulegen.
Am 16. Februar 2008 wurde Hütten als Kandidat der SPD für die Landratswahl am 1. Juni 2008 im Kreis Mayen-Koblenz nominiert, die er mit 32,3 % zu 61,9 % gegen Alexander Saftig (CDU) verlor.
Im Mai 2024 verlieh die Stadt Andernach Hütten die Ehrenbürgerschaft.